# Cantó de Cizîrê
El  Cantó de Cizîrê, també conegut com a Cantó de Jazira, (Kurdish: Kantona Cizîrê, Àrab: مقاطعة الجزيرة, Siríac: ܦܠܩܐ ܕܓܙܪܬܐ Pelqo d'Gozarto) és el cantó més gran dels quatre de la, de facto, regió autònoma kurda de Rojava al nord de Síria. El 21 de gener de 2014, va ser declarada oficialment la seva autonomia democràtica.
Segons la constitució (altrament coneguda com a Carta Social de Rojava), la ciutat d'Al-Qamixli és la capital administrativa del Cantó de Cizîrê. No obstant això, com que hi ha parts de Qamixli sota control de les forces de govern sirià, les reunions de l'administració del cantó tenen lloc a la ciutat d'Amuda.

## Geografia
El Cantó de Cizîrê es troba a l'àrea de la Governació d'Al-Hasakah, exceptuant-ne la zona més al sud d'aquesta.

## Demografia
La població del Cantó de Cizîrê està composta ètnicament de kurds, àrabs, assiris, armenis i iazidites. Les llengües oficials són el kurd, l'àrab i l'arameu, tot i que totes les comunitats tenen el dret d'ensenyar i aprendre en la seva llengua materna. Les religions principals són l'islam, el cristianisme i el iazidisme. Entre 20 i el 30% els habitants són cristians de diverses esglésies i denominacions.
Les poblacions amb més de 10.000 habitants, segons el cens del govern sirià de 2004, són Hasakah (188.160), Qamishli (184.231), Ras al-Ayn (29.347), Amuda (26.821), Al-Malikiyah (26.311), Al-Qahtaniyah (16.946), Al-Shaddadah (15.806), Al-Muabbada (15.759), Al-Sabaa wa Arbain (14.177) i Al-Manajir (12.156).

## Política i Administració

### Assemblea legislativa
Totes quatre comunitats ètniques (kurds, àrabs, armenians i assiris) tenen representació a l'assemblea legislativa de 101 escons. El primer ministre actual (altrament referit com a president) del cantó és el kurdish Akram Hesso juntament amb l'àrab Hussein Taza Al Azam i l'assiria Elizabeth Gawrie com a primers ministres ajudants (altrament referit com a vicepresidents).
L'administració de Rojava ha creat consells civils, però la relació amb l'organisme constitucional no és del tot clar.

### Legislació notable
El gener de 2016, el Cantó de Cizîrê va introduir un impost d'autodefensa per llei, per a finançar les seves forces d'autodefensa, incloent-hi un càrrec als residents en edat de servei militar que viuen a Europa (200 dòlars per any d'absència fins al seu retorn).

### Policia
La seguretat rau en mans de les Asayish, nom que rep la policia a Rojava, juntament amb Sutoro, la policia assiria. Les foces del Govern sirià només controlen alguns barris a la ciutat de Qamixli.

### Llista d'oficials executius
| Nom                   | Partit | Oficina                                                   | Any  |
| --------------------- | ------ | --------------------------------------------------------- | ---- |
| Akram Hesso           | PYD    | Primer ministre                                           | 2014 |
| Elizabeth Gawrie      | SUP    | Primer ministre ajudant                                   | 2014 |
| Hussein Taza Al Azam  | PB-ASD | Primer ministre ajudant                                   | 2014 |
| Abulkarim Omer        | N/A    | Ministre estranger                                        | 2015 |
| Abdulkarim Sarokhan   | N/A    | Ministre de Defensa                                       | 2014 |
| Kanaan Barakat        | N/A    | Ministre d'interior                                       | 2014 |
| Abdulmenar Yoxo       | SUP    | Ministre de Comissions Regionals, Consells i Planificació | 2014 |
| Emziye Muhammed       | PB-ASD | Ministre de Finança                                       | 2014 |
| Dijwar Ehmed Axa      | N/A    | Ministre de Treball i Seguretat Social                    | 2014 |
| Mihemed Salih Abo     | N/A    | Ministre d'Educació                                       | 2014 |
| Abdulmecid Sebri      | N/A    | Ministre de Agricultura i Ministre de Salut               | 2014 |
| Siham Kiryo           | SUP    | Ministre de Comerç i Economia                             | 2014 |
| Rezan Gulo            | N/A    | Ministre de les famílies dels màrtirs                     | 2014 |
| Mehawan Mihemed Hesen | N/A    | Ministre de Cultura                                       | 2014 |
| Mihemed Hesen Ubeyd   | N/A    | Ministre de Transport                                     | 2014 |
| Mihemed İsa Fatimi    | N/A    | Ministre de Joventut i Esport                             | 2014 |
| Lokman Ehme           | N/A    | Ministre d'Entorn i Turisme                               | 2014 |
| Şex Mihemed Qadiri    | N/A    | Ministre d'Afers Religiosos                               | 2014 |
| Emine Umer            | N/A    | Ministre de Dones i Afers Familiars                       | 2014 |
| Senherid Basom        | SUP    | Ministre de Drets Humans                                  | 2014 |
| Temer Hesen Cahid     | N/A    | Ministre d'Indústria i Comerç                             | 2014 |
| Salal Mihemed         | N/A    | Ministre d'Informació i Comunicació                       | 2014 |
| Abdulhamit Bekir      | N/A    | Ministre de Justice                                       | 2014 |
| Süleyman Xelek        | N/A    | Ministre d'Electricitat, Indústria i Recursos Naturals    | 2014 |